# Franklin (Louisiana)
Franklin è un comune degli Stati Uniti d'America, situato nello Stato della Louisiana, in particolare nella parrocchia di St. Mary, della quale è il capoluogo.